# Sistema sanguíneo MN
O sistema sanguíneo MN ocorre em humanos e envolve a presença de antígenos M e/ou N nas hemácias.
M e N são os alelos adotados nesse sistema, que podem ser M ou N, já que não há dominância ou recessividade(herança codominante).
Os genótipos possíveis são MM (pertencendo ao grupo M), NN (pertencendo ao grupo N) ou MN (pertencendo ao grupo MN). Um indivíduo MM tem genes especiais que determinam a manifestação de M e um indivíduo NN tem genes especiais N. Já o indivíduo MN, como o AB do sistema ABO, tem os dois tipos de genes. As doações nesse sistema são livres, qualquer indivíduo pode doar sangue para qualquer outro - nesse sistema, respeitando o ABO e o Rh. Assim, o sistema MN não apresenta problemas nas transfusões porque a reação antígeno-anticorpo é muito fraca, não ocorrendo aglutinações consideráveis.